# 김우형 서첩 기오재희묵
김우형 서첩 기오재 희묵(김우형 書帖 기오재 戲墨)은 경기도 수원시 팔달구, 수원화성박물관에 있는 서첩이다. 2014년 7월 8일 경기도의 유형문화재 제293호로 지정되었다.

## 참고 문헌
- 김우형 서첩 기오재 희묵 - 국가유산청 국가유산포털